# Har-Carmel-Nationalpark
Der Har Carmel Nationalpark (hebräisch גַּן לְאֻמִּי הַר כַּרְמֶל Gan Ləʾummī Har Karmel, deutsch ‚Nationaler Garten des Berg[land]es Karmel‘, englisch Mount Carmel National Park) liegt im Karmel-Gebirge in Nordisrael und ist der größte Nationalpark des Landes. Der Park maß bei seiner Gründung 1971 zunächst 6.395 Hektar, umfasst inzwischen 12.400 Hektar (124.000 Dunam) und wird von der Israel Nature and Parks Authority verwaltet. Das Gebiet des israelischen Nationalparks hat bei der IUCN keinen Nationalparkstatus, sondern besteht vielmehr aus mehreren Naturschutzgebieten (IUCN-Kategorie IV). Die UNESCO hat ein Teil des Karmel-Gebirges als erste Landschaft in Israel als Biosphärenreservat anerkannt.
Im Nationalpark liegt das Chai-Bar-Karmel-Naturschutzgebiet mit einer Größe von 600 Hektar (6000 Dunam). Dort befindet sich ein großes Zucht- und Auswilderungszentrum der INPA für stark bedrohte oder ex-situ bereits ausgestorbene Höhere Wirbeltiere und Vögel. Das Zentrum bildet das Gegenstück zum Chai-Bar-Jotvata-Park, der in der Wüste liegt.

## Landschaft
Charakteristisch für den Har Carmel Nationalpark sind die schroffen Berghänge, die bis zum Waldbrand 2010 größtenteils mit Pinien bewaldet waren. Die bewaldeten Gebiete werden von bebuschten und halboffenen Gebieten ergänzt. Gerade die halboffenen Landschaften sind reich an Blumen und Makrofauna (Eidechsen, Schlangen, Vögel). Der Nationalpark weist im Wesentlichen eine mediterrane Landschaft auf. Besucher erreichen den Park von Westen aus Atlit, von Süden aus Moschav Eliaqim, von Norden aus Haifa und von Nordosten von Nescher aus.

## Geschichte
Kulturell und religiös hat der Har Carmel eine wichtige Bedeutung für die jüdische, drusische, muslimische und christliche Tradition. Nach der Überlieferung erhielt hier der Prophet Elija das himmlische Feuer. Der Karmeliten-Orden trägt den Namen des Karmel-Gebirges.
Im 20. Jahrhundert wuchs die Metropole Haifa immer weiter bis an die Berghänge des Har Carmel im Nordwesten heran. Die drusischen Dörfer am Bergrücken hinter der Universität Haifa sind mittlerweile Anziehungspunkt für viele Touristen.